# 금광초등학교 (강원)
금광초등학교는 대한민국 강원특별자치도 강릉시 구정면 금광리에 있는 공립 초등학교이다.

## 학교 연혁
- 1944.06.24 금광국민학교 개교
- 1981.03.01 금광초등학교 병설유치원 개원(1학급)
- 1996.03.01 금광초등학교로 개명
- 2013.03.01 제33대 전영학 교장 취임
- 2015.02.12 제67회 졸업식 거행(졸업생 총수 3,417명)

## 참고 자료
- 금광초등학교 - 한국교육학술정보원 학교알리미